# Fresne-Léguillon

Fresne-Léguillon este o comună în departamentul Oise, Franța. În 1 ianuarie 2022 avea o populație de 440 de locuitori.